# Karen Mukupa
Karen Mukupa alias Miss Mukupa (født Karen Mukupa Thurøe Rasmussen i 1973 i Zambia) er sanger, musiker, komponist, forfatter og studievært. Karen startede med at lave musik med Natasja Saad i gruppen No Name Requested. De nåede at udgive to singler. I december 2022 vendte Karen tilbage til musikscenen, da hun udgav første single; Fi den er erfaren, fra hendes kommende album Bonobo. 

## Tidlige liv og karriere
Karen Mukupa er født i 1973 i Zambia, men er primært vokset op i Tanzania, hvor hun boede indtil hun flyttede til Danmark som 15-årig.
Karen Mukupa er kendt som bl.a. værtinde på børne-madprogrammet Kidchen på TV 2 og fra sine mange musikalbums. Derudover har hun arbejdet som tolk i swahili, skrevet klummer for Metroxpress, udgivet to børnebøger med bl.a. prinsessehistorier fra forskellige steder i verden, og sunget duet med Kid Creole og flere danske kunstnere. 

Karen Mukupa er mentor for Urban Grrls.
I 2023 blev hun vært på programmet Klub Mukupa, der sendes på P8 Jazz.

## Privatliv
Privat er Karen Mukupa sammen med Tv-kokken Nikolaj Kirk.

## Discografi
- Mukupas Law (2000)
- 2nd Base (2002)
- Dreamer (2009)
- Human (2012)
- Bonobo (2023)

### Singler
No Name Requested
- Colours of my mind (1992)
- Come ina de dance (1994)

Karen Mukupa
- Til banken (2020) feat Natasja, Tessa, Karen Mukupa
- Fi den er erfaren (Udgivet 11.11.2022)
- ÆGTE feat. SkyggeSiden (Udgivet 27.01.2023)
- Hvid Pige (Udgivet 24.03.2023)